# Самсара (фільм)
«Самсара» — кінофільм режисера Рона Фріке, що вийшов на екрани в 2011 році.

## Зміст
Цей фільм — своєрідна подорож по різних куточках Землі. Глядач пронесеться через всі континенти, побувавши в більш ніж двадцяти країнах. Примхи природи, промислові катастрофи, місця, в яких саме час застиг на століття, яскраві контрасти і вражаючі красоти — все це обличчя сучасного світу, таким, як ми його знаємо.

## Ролі
| Актор                        | Роль |
| ---------------------------- | ---- |
| Ні Маді Мегахаді Пратіві     | -    |
| Шляхи Срі Кандри Деві        | -    |
| Путу Дінда Пратика           | -    |
| Маркос Луна                  | -    |
| Хіросі Ісігуро               | -    |
| Олів'є Де Сагазан            | -    |
| Кікумару                     | -    |
| Крісанті Нірея               | -    |
| Роберт Хенлайн               | -    |
| Balinese Tari Legong Dancers | -    |

## Знімальна група
- Режисер — Рон Фріке
- Сценарист — Рон Фріке, Марк Магідсон
- Продюсер — Марк Магідсон, Салім Емін, Суха Арраф
- Композитор — Марселло Де Франчіші, Ліза Джеррард, Майкл Стерн